# ボルツマン定数
ボルツマン定数（ボルツマンていすう、英: Boltzmann constant）は、統計力学において、状態数とエントロピーを関係付ける物理定数である。統計力学の分野において重要な貢献をしたオーストリアの物理学者ルートヴィッヒ・ボルツマンにちなんで名付けられた。通常は記号 k が用いられる。特にBoltzmannの頭文字を添えて kB で表されることもある。
ボルツマンの原理において、エントロピーは定まったエネルギー（及び物質量や体積などの状態量）の下で取りうる状態の数 W の対数に比例する。これを
{\displaystyle S=k\ln W}
と書いたときの比例係数 k がボルツマン定数である。従って、ボルツマン定数はエントロピーの次元を持ち、熱力学温度をエネルギーに関係付ける定数として位置付けられる。ボルツマン定数は2019年5月に定義定数となり、正確に 1.380649×10−23 J K−1  である。
ボルツマン定数はマックス・プランクによって1900年にプランク定数と一緒に導入された。ボルツマン自身はこの定数を用いたことはない。

## 値
2019年5月20日に施行されたSIの定義で、ボルツマン定数の値は正確に k = 1.380649×10−23 J K−1 となった。これはメートルの定義に光速が用いられることにより、光速が正確に 299792458 m/s となったことと同じである。
電子ボルトで表示した値は、
k=8.617333262...×10−5 eV/K
である。
また、ボルツマン定数をプランク定数や光速度で換算した量は
{\displaystyle {\begin{aligned}k/h&=2.083~661~912\dotsc \times 10^{10}~{\text{Hz}}~{\text{K}}^{-1}\\k/hc&=69.503~480~04\dotsc ~{\text{m}}^{-1}~{\text{K}}^{-1}\end{aligned}}}
である。

## 気体分子運動論
気体の熱力学温度を T とすると、ボルツマン定数によってエネルギー E = kT に換算される。これは大まかに言うと古典的に振る舞う系のミクロな粒子によって運ばれる熱エネルギーである。例えば、室温 25 ℃ (298.15 K) に対応するエネルギーは
1.380649×10−23 J K−1 × 298.15 K　= 4.1164×10−21 J
である。また、理想気体中の単原子分子は 3/2kT の平均運動エネルギーを持つ。
ボルツマン定数 k にアボガドロ定数 NA をかけると、モル気体定数 R となる。
1.380649×10−23 J/K × 6.02214076×1023 mol−1 = 8.31446261815324 J·K−1·mol−1
モル気体定数は気体の量を構成粒子の数ではなく物質量で量るときにより有用である。

## 新しいケルビンの定義
2018年11月の第26回国際度量衡総会 (CGPM) で決議されたSI基本単位の再定義において、SI基本単位のケルビンはボルツマン定数を用いて定義されることとなった。